# Tony Lestingi
Tony Lestingi (Villa Devoto, Buenos Aires, 22 de diciembre de 1957) es un bailarín, actor, clown, director y productor de teatro argentino. Estudió teatro durante casi diez años, con profesores como Gandolfo y Alezzo. De amplia formación actoral, comenzó como bailarín acompañando a grandes artistas del ballet y del teatro de revistas argentino en la década del '70. Deja la carrera de bailarín para dedicarse a la actuación, ya que los bailarines "no actuaban". Es así que comienza a tomar clases con Gandolfo y Alezzo; y más tarde con Osvaldo Bonet y Francisco Javier. Con Cristina Moreira inicia su camino hacia el clown. Su primer proyecto se llamó "Calú Calú" junto a Claudio Gallardou, Carola Reyna, Patricia Echegoyen, entre otros, que dio lugar a "La Banda de la risa", junto a Gallardou, en la cual representaban obran clásicas adaptadas a la comedia, como "Fausto" de Goethe. La Banda representó a la Argentina en el Festival de Clowns de Canadá y el de Escocia, actuando ante el Duque de Edimburgo. Su carrera como actor es extensa, habiendo trabajado en numerosas obras de teatro, películas y series televisivas. En sus comienzos fue actor publicitario y además su hija Mora también es actriz.

## Carrera
Al concluir su formación actoral, comenzó montando un espectáculo de clown contemporéneo llamado Banda de la risa. Luego, surgió la primera obra teatral que lo hizo más conocido: Viaje Zapucai. Empezó a actuar en la televisión en la telenovela El amor tiene cara de mujer de 1995 y después en el mismo año actuó en la novela La nave de los locos como Miguel. Entre 1995 y 1996 hizo de Guillermo Cisneros en la exitosa telenovela infantil Chiquititas, de Cris Morena y repitió el papel en Cebollitas. También se lo eligió para actuar en la película Eva Perón de 1996 como Achával, lo que le brindó mucho prestigio. Posteriormente, participó en la película Tiempo de valientes en 2005 y fue luego convocado para la telenovela Romeo y Julieta en Canal 9. En 2007, fue reconvocado por la productora Cris Morena para la serie Casi Angeles, en la que hizo una participación de aproximadamente treinta capítulos. En el año 2009 integró el elenco Champs 12. A fines de 2010 fue convocado para Sueña conmigo, una telenovela adolescente producida por Nickelodeon,Telefe y Televisa, para Argentina y México; interpretando al padre de la joven Clara (Eiza González). Asimismo, Tony Lestingi tiene una extensa carrera teatral como actor, director y productor. Entre ellas se incluyen Despertar de Primavera, Tango Feroz, El herrero y el diablo, 6 Personajes en busca de un autor, La comedia de las equivocaciones, Opera de 3 centavos, Martin Fierro adaptación de Claudio Gallardou y dirigida por Lestingi, para colegios, con el cual recorrió el país llevando la obra de teatro a lugares a los cuales no llega, dentro del Ciclo de obras itinerantes del Teatro Nacional Cervantes; y "Terrenal, pequeño misterio ácrata" de Mauricio Kartun, desde el 2019 en el personaje del bohemio Abel.

## Televisión
- Atreverse (1992)
- Como pan caliente (1996)
- Mi familia es un dibujo (1996-1997)
- Chiquititas (1996-1997)
- Verdad/Consecuencia (1996)
- Cebollitas (1997)
- Ilusiones compartidas (2001)
- Rebelde Way (2003)
- In Golf We Trust (2006)
- Romeo y Julieta (2007)
- Casi ángeles (2007)
- La ley del amor (2007)
- Champs 12 (2009)
- Valientes (2009)
- Sueña conmigo (2010)
- Combatientes (2013)
- Somos familia (2014)
- Quiero vivir a tu lado (2017)
- Campanas en la noche (2019)
- Privier (2024)

## Filmografía
- Pubis angelical (1982)
- La nave de los locos (1995)
- Eva Perón (1996)
- Pizza, birra, faso (1998)
- El visitante (1999)
- Sólo gente (1999)
- Roma (2004)
- Tiempo de valientes (2005)
- Un minuto de silencio (2005)
- Iluminados por el fuego (2005)
- Romper el huevo (2013)
- Unidad 15 (2018)
- Capitán Mengano (2018)
- Rosita (2019)
- El último zombi (2022)
- Natalia Natalia (2022)

## Teatro
- El armiño (Actor)
- Despertar de primavera (Actor)
- El herrero y el diablo (Director)
- La sonora deambulante (Director)
- El reñidero (Actor)
- Cuentale un cuento (Director)
- La comedia de las equivocaciones (Director)
- La visita de los Quijotes (Guionista, Director)
- Las mujeres sabias (Actor)
- Tartufo... o la mejor manera de hacerse del prójimo (Entrenador en clown)
- Democracia (Actor)
- Viaje Zapucai (Director)
- Caramelos para el viaje (Director)
- ¿Por que será que las queremos tanto? (Director)
- La resistible ascensión de Arturo Ui (Actor)
- La ópera de tres centavos (Actor)
- El héroe de acá a la vuelta (Director)
- Lo de la Susy (Director)
- Esquirlas (Actor)
- Tanga Argentina (Director)
- Sueño con sirenas (Diseñador de vestuario, Diseñador de escenografía, Director)
- Las Visitas (Director)
- El pasajero del barco del Sol (Actor)
- De repente, el último verano (Intérprete)
- Shylock - El mercader de Venecia (Intérprete)
- Seis personajes en busca de autor (Intérprete)
- Boquitas pintadas (Intérprete)
- El Martín Fierro (Director)
- Invisibles (Intérprete)
- Los Faustos (Actor)
- Peer Gynt (Intérprete)
- El herrero y el diablo (Intérprete)
- Tango Feroz
- Terrenal, pequeño misterio ácrata (2019/2021) (Autor: Mauricio Kartun - Personaje: Abel)

" "Amarga Marietta" Ciclo Nuestro Teatro-Cervantes Online- 2019 (Autora: Patricia Suárez - Personaje: Orfeo)